# Vert-le-Grand
Pour les articles homonymes, voir Vert.
Vert-le-Grand (prononcé [vɛʁ lǝ ɡʁɑ̃] ) est une commune française située à trente-deux kilomètres au sud de Paris dans le département de l'Essonne en région Île-de-France.
Ses habitants sont appelés les Grandvertois.

## Géographie

### Situation
| Type d’occupation           | Pourcentage | Superficie (en hectares) |
| --------------------------- | ----------- | ------------------------ |
| Espace urbain construit     | 8,2 %       | 131,61                   |
| Espace urbain non construit | 3,2 %       | 51,30                    |
| Espace rural                | 88,6 %      | 1 427,75                 |
| Source : Iaurif             |             |                          |

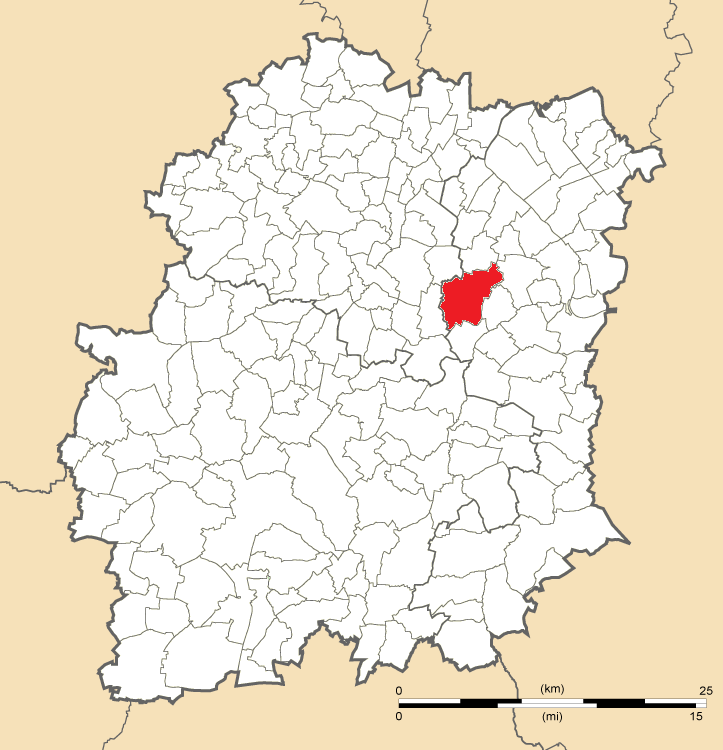
Position de Vert-le-Grand en Essonne.

Vert-le-Grand est un village d’Île-de-France situé sur les plateaux agricoles du Hurepoix.
Vert-le-Grand est située à trente-deux kilomètres au sud de Paris-Notre-Dame, point zéro des routes de France, neuf kilomètres au sud-ouest d'Évry, huit kilomètres à l'est d'Arpajon, dix kilomètres au sud-ouest de Corbeil-Essonnes, dix kilomètres au nord de La Ferté-Alais, dix kilomètres au sud-est de Montlhéry, dix-huit kilomètres au sud-est de Palaiseau, vingt kilomètres au nord-ouest de Milly-la-Forêt, vingt-deux kilomètres au nord-est d'Étampes, vingt-six kilomètres au nord-est de Dourdan.

### Climat
Pour des articles plus généraux, voir Climat de l'Île-de-France et Climat de l'Essonne.
En 2010, le climat de la commune est de type climat océanique dégradé des plaines du Centre et du Nord, selon une étude du CNRS s'appuyant sur une série de données couvrant la période 1971-2000. En 2020, Météo-France publie une typologie des climats de la France métropolitaine dans laquelle la commune est exposée à un climat océanique altéré et est dans la région climatique Sud-ouest du bassin Parisien, caractérisée par une faible pluviométrie, notamment au printemps (120 à 150 mm) et un hiver froid (3,5 °C). 
Pour la période 1971-2000, la température annuelle moyenne est de 11,3 °C, avec une amplitude thermique annuelle de 15,4 °C. Le cumul annuel moyen de précipitations est de 647 mm, avec 10,7 jours de précipitations en janvier et 7,8 jours en juillet. Pour la période 1991-2020, la température moyenne annuelle observée sur la station météorologique la plus proche, située sur la commune de Brétigny-sur-Orge à 6 km à vol d'oiseau, est de 11,9 °C et le cumul annuel moyen de précipitations est de 628,9 mm,. Pour l'avenir, les paramètres climatiques de la commune estimés pour 2050 selon différents scénarios d'émission de gaz à effet de serre sont consultables sur un site dédié publié par Météo-France en novembre 2022.

### Voies de communication et transports
Les différents accès pour rejoindre Vert-le-Grand :
- N 20 Paris-Orléans, sortie La Norville
- N 104 (La Francilienne), sortie no 39 Brétigny-sur-Orge et sortie no 37 direction Bondoufle
- A6 sortie no 7 Évry, direction Bondoufle
- SNCF : RER C à la gare de Brétigny et RER D à la gare de Ballancourt
- Ligne 414D du réseau de bus Évry Centre Essonne
- Ligne 202 du réseau de bus Cœur d'Essonne

## Urbanisme

### Typologie
Au 1er janvier 2024, Vert-le-Grand est catégorisée bourg rural, selon la nouvelle grille communale de densité à sept niveaux définie par l'Insee en 2022.
Elle appartient à l'unité urbaine de Vert-le-Grand, une unité urbaine monocommunale constituant une ville isolée,. Par ailleurs la commune fait partie de l'aire d'attraction de Paris, dont elle est une commune de la couronne,. Cette aire regroupe 1 929 communes,.

## Toponymie
Ver en 1151, Ver magnum au XIIIe siècle, Ver majus, il était aussi appelé Valgrand.
La forme Vert représente une corruption graphique du mot gaulois vernos « aulne » et qui a donné l'occitan vern(a), appellation méridionale de l'aulne vert, utilisée également en français pour désigner cet arbre. Dans ce cas, c'est plutôt le sens primitif du mot gaulois noté *uerno-, *uerna, plutôt que vernos, (cf. breton gwern, irlandais fern) « lieu humide, marais, marécage ». Sans doute apparenté à un thème pré-celtique *wer-, désignant l'eau.
La commune fut créée en 1793 sous son nom actuel.

## Histoire
Les collines situées au nord-est de la commune font partie du Massif de Fontainebleau, et ont constitué un lieu privilégié d'habitation depuis la Préhistoire. La découverte de gisements paléolithiques sur la butte de Montaubert, dont un biface acheuléen en grès et un vase protohistorique, semble attester l'ancienneté de la présence de l'homme sur ce domaine.
Des vestiges gallo-romains révèlent la présence d'habitants dans l'Antiquité. Le village existe quant à lui depuis plus de quatorze siècles, la découverte dans les années 1970 d'un cimetière mérovingien en plein centre en témoigne. Le village est signalé dès le XIe siècle dans les archives du prieuré de Longpont : il est à cette époque partiellement en possession de Guy de Montlhéry et de sa femme Hodierne. À plusieurs reprises, le domaine est donné aux religieux du prieuré. Braseux et Montaubert deviennent des seigneuries qui sont, plus tard, rattachées au village. La diversité des seigneurs et des établissements ecclésiastiques qui possèdent tour à tour le domaine conduit à distinguer deux entités : un grand Ver et un petit Ver. Pendant longtemps, Valgrand et Valpetit désignent respectivement la grande et la petite vallée. 
De nombreuses maisons ou bâtiments de ferme existent quasiment sans retouche depuis 400 ans, et certaines caves au cœur du village sont vieilles de plus de 1000 ans. La plupart des grandes demeures du village ont été habitées dans le passé par des personnages historiques.
Vert accueille Philippe de Valois en 1313, et le chancelier Michel de L'Hospital, qui y vit vers la fin de sa vie. Monsieur de Beaumarchais et bien d'autres personnalités font partie des résidants du village (dont un roi de France et quelques rois étrangers en exil[Qui ?]).
La seigneurie va connaître un taux de mutation élevé. En novembre 1648, elle est érigée en baronnie sous le nom de Valgrand pour M. d'Alméras, maître ordinaire à la chambre des comptes (et grand maître des Postes ?). Dix ans plus tard, la baronnie est confirmée (LP d'octobre 1658) avec union du Bouchet et Val-Petit, pour Roland Gruyn, secrétaire du roi. Puis la terre est érigée en marquisat en février 1682 sous le nom de marquisat Duquesne en faveur d'Abraham Duquesne, lieutenant général des armées navales malgré sa confession protestante (il meurt en 1688). Son fils Henri, marié à Françoise Bosc et refusant d'abjurer, persuade sa mère de vendre Le Bouchet à son beau-frère Marc-Antoine Bosc en 1696. Il redevint marquisat du Bouchet-Valgrand en août 1720 pour Claude Le Bas de Montargis, un riche traitant, devenu commandeur et greffier des Ordres du roi. Il épouse Catherine Hardouin-Mansart ; leur fille et unique héritière, Anne-Charlotte, est veuve de Louis d'Arpajon. 
Aux XVIIIe et XIXe siècles, Vert-le-Grand devient un lieu de villégiature privilégié pour les riches Parisiens (comme Victor Hugo), comme en témoignent plusieurs demeures bourgeoises et châteaux. Au début du XIXe siècle, l'une des buttes de la commune porte un télégraphe optique, détruit en 1850. À la fin du XIXe siècle, la commune est composée d'un bourg, du hameau de Berthault, du domaine de la Saussaie et des trois grandes fermes que sont Braseux, Montaubert et les Noues. Du château de la Saussaye, brûlé à l'époque de la Révolution, il reste de magnifiques dépendances dont une tour carrée d'Île-de-France, des douves et un parc aux arbres bicentenaires.
L'activité de la commune est depuis toujours agricole : aujourd'hui 80 % des terres sont occupées par des terres cultivées. L'église actuelle date des XIe, XIIIe et XVIe siècles. Elle possède l'un des plus hauts clochers (32 m) de la région, après celui de Mennecy.
De vieux lavoirs et des fontaines ajoutent au charme de l'endroit.

## Population et société

### Démographie

#### Évolution démographique
L'évolution du nombre d'habitants est connue à travers les recensements de la population effectués dans la commune depuis 1793. Pour les communes de moins de 10 000 habitants, une enquête de recensement portant sur toute la population est réalisée tous les cinq ans, les populations de référence des années intermédiaires étant quant à elles estimées par interpolation ou extrapolation. Pour la commune, le premier recensement exhaustif entrant dans le cadre du nouveau dispositif a été réalisé en 2008.

En 2022, la commune comptait 2 348 habitants, en évolution de −1,05 % par rapport à 2016 (Essonne : +2,89 %, France hors Mayotte : +2,11 %).
| 1793 | 1800 | 1806 | 1821 | 1831 | 1836 | 1841 | 1846 | 1851 |
| ---- | ---- | ---- | ---- | ---- | ---- | ---- | ---- | ---- |
| 560  | 450  | 671  | 702  | 680  | 712  | 713  | 722  | 685  |

| 1856 | 1861 | 1866 | 1872 | 1876 | 1881 | 1886 | 1891 | 1896 |
| ---- | ---- | ---- | ---- | ---- | ---- | ---- | ---- | ---- |
| 710  | 749  | 748  | 755  | 727  | 765  | 745  | 718  | 721  |

| 1901 | 1906 | 1911 | 1921 | 1926 | 1931 | 1936 | 1946 | 1954 |
| ---- | ---- | ---- | ---- | ---- | ---- | ---- | ---- | ---- |
| 716  | 731  | 755  | 782  | 814  | 811  | 770  | 701  | 776  |

| 1962 | 1968 | 1975  | 1982  | 1990  | 1999  | 2006  | 2008  | 2013  |
| ---- | ---- | ----- | ----- | ----- | ----- | ----- | ----- | ----- |
| 801  | 828  | 1 248 | 1 282 | 1 477 | 1 911 | 2 300 | 2 412 | 2 389 |

| 2018  | 2022  | - | - | - | - | - | - | - |
| ----- | ----- | - | - | - | - | - | - | - |
| 2 270 | 2 348 | - | - | - | - | - | - | - |

#### Pyramide des âges
En 2018, le taux de personnes d'un âge inférieur à 30 ans s'élève à 37,8 %, soit en dessous de la moyenne départementale (39,9 %). De même, le taux de personnes d'âge supérieur à 60 ans est de 19,9 % la même année, alors qu'il est de 20,1 % au niveau départemental.
En 2018, la commune comptait 1 120 hommes pour 1 150 femmes, soit un taux de 50,66 % de femmes, légèrement inférieur au taux départemental (51,02 %).
Les pyramides des âges de la commune et du département s'établissent comme suit.
| Hommes | Classe d’âge | Femmes |
| ------ | ------------ | ------ |
| 0,3    | 90 ou +      | 1,4    |
| 6,0    | 75-89 ans    | 7,7    |
| 13,6   | 60-74 ans    | 11,0   |
| 22,5   | 45-59 ans    | 23,0   |
| 19,5   | 30-44 ans    | 19,7   |
| 18,9   | 15-29 ans    | 18,8   |
| 19,3   | 0-14 ans     | 18,5   |

| Hommes | Classe d’âge | Femmes |
| ------ | ------------ | ------ |
| 0,5    | 90 ou +      | 1,4    |
| 5,4    | 75-89 ans    | 7,2    |
| 12,9   | 60-74 ans    | 13,9   |
| 20     | 45-59 ans    | 19,4   |
| 19,9   | 30-44 ans    | 20,1   |
| 20     | 15-29 ans    | 18,2   |
| 21,3   | 0-14 ans     | 19,8   |

## Politique et administration

### Politique locale
La commune de Vert-le-Grand est rattachée au canton de Ris-Orangis, représenté par les conseillers départementaux Hélène Dian-Leloup (EELV) et Stéphane Raffalli (PS), à l'arrondissement d’Évry et à la deuxième circonscription de l'Essonne, représentée par la député Nathalie Da Conceicao Carvalho (RN).
L'Insee attribue à la commune le code 91 2 16 648. La commune de Vert-le-Grand est enregistrée au répertoire des entreprises sous le code SIREN 219 106 481. Son activité est enregistrée sous le code APE 8411Z. Vert-le-Grand fait partie de la communauté de communes du Val d'Essonne.

### Liste des maires
| Période                                  | Période                   | Identité             | Étiquette       | Qualité                                                                         |
| ---------------------------------------- | ------------------------- | -------------------- | --------------- | ------------------------------------------------------------------------------- |
| Les données manquantes sont à compléter. |                           |                      |                 |                                                                                 |
| mai 1925                                 |                           | Eugène Caramija      | RG              | Propriétaire à Paris Conseiller d'arrondissement (1931 → 1937)                  |
| Les données manquantes sont à compléter. |                           |                      |                 |                                                                                 |
| mars 1989                                | mai 2020                  | Jean-Claude Quintard | RPR puis UMP-LR | Retraité, maire honoraire 3e vice-président de la CC du Val d'Essonne (2014 → ) |
| mai 2020                                 | En cours (au 28 mai 2020) | Thierry Marais       | SE-DVD          | Exploitant agricole, ancien adjoint                                             |

### Tendances et résultats politiques
Élections présidentielles, résultats des deuxièmes tours :
- Élection présidentielle de 2002 : 84,18 % pour Jacques Chirac (RPR), 15,82 % pour Jean-Marie Le Pen (FN), 83,48 % de participation[49].
- Élection présidentielle de 2007 : 58,76 % pour Nicolas Sarkozy (UMP), 41,24 % pour Ségolène Royal (PS), 88,13 % de participation[50].
- Élection présidentielle de 2012 : 57,34 % pour Nicolas Sarkozy (UMP), 42,66 % pour François Hollande (PS), 84,45 % de participation[51].

Élections législatives, résultats des deuxièmes tours :
- Élections législatives de 2002 : 63,71 % pour Franck Marlin (UMP), 36,29 % pour Gérard Lefranc (PCF), 64,08 % de participation[52].
- Élections législatives de 2007 : 51,23 % pour Franck Marlin (UMP) élu au premier tour, 23,47 % pour Marie-Agnès Labarre (PS), 62,05 % de participation[53].
- Élections législatives de 2012 : 57,90 % pour Franck Marlin (UMP), 42,10 % pour Béatrice Pèrié (PS), 58,40 % de participation[54].

Élections européennes, résultats des deux meilleurs scores :
- Élections européennes de 2004 : 23,19 % pour Harlem Désir (PS), 21,26 % pour Patrick Gaubert (UMP), 44,21 % de participation[55].
- Élections européennes de 2009 : 30,54 % pour Michel Barnier (UMP), 18,60 % pour Daniel Cohn-Bendit (Europe Écologie), 42,09 % de participation[56].
- Élections européennes de 2014 : 26,98 % pour Aymeric Chauprade (FN), 23,78 % pour Alain Lamassoure (UMP), 44,62 % de participation[57].

Élections régionales, résultats des deux meilleurs scores :
- Élections régionales de 2004 : 44,63 % pour Jean-Paul Huchon (PS), 43,04 % pour Jean-François Copé (UMP), 67,06 % de participation[58].
- Élections régionales de 2010 : 53,03 % pour Valérie Pécresse (UMP), 46,97 % pour Jean-Paul Huchon (PS), 47,02 % de participation[59].

Élections cantonales, résultats des deuxièmes tours :
- Élections cantonales de 2001 : données manquantes.
- Élections cantonales de 2008 : 64,65 % pour Patrick Imbert (UMP), 35,35 % pour Christian Richomme (PS), 44,98 % de participation[60].

Élections municipales, résultats des deuxièmes tours :
- Élections municipales de 2001 : données manquantes.
- Élections municipales de 2008 : 640 voix pour Pierre Marcille (?), 635 voix pour Thierry Marais (?), 72,02 % de participation[61].

Référendums :
- Référendum de 2000 relatif au quinquennat présidentiel : 74,73 % pour le Oui, 25,27 % pour le Non, 34,34 % de participation[62].
- Référendum de 2005 relatif au traité établissant une Constitution pour l'Europe : 51,75 % pour le Non, 48,25 % pour le Oui, 75,14 % de participation[63].

### Enseignement
Les élèves de Vert-le-Grand sont rattachés à l'académie de Versailles. La commune dispose sur son territoire de l'école primaire de la Croix-Boissée.

### Services publics
La commune dispose sur son territoire d'un centre de première intervention des sapeurs-pompiers.

### Jumelages
| Vert-le-Grand Idanha-a-Nova Wingham |

Vert-le-Grand a développé des associations de jumelage avec :
- Idanha-a-Nova (Portugal) depuis 1995, en portugais Idanha-a-Nova, située à 1 226 kilomètres[66].
- Wingham (Royaume-Uni) depuis 1994, en anglais Wingham, située à 311 kilomètres[67].

## Vie quotidienne à Vert-le-Grand

### Lieux de culte

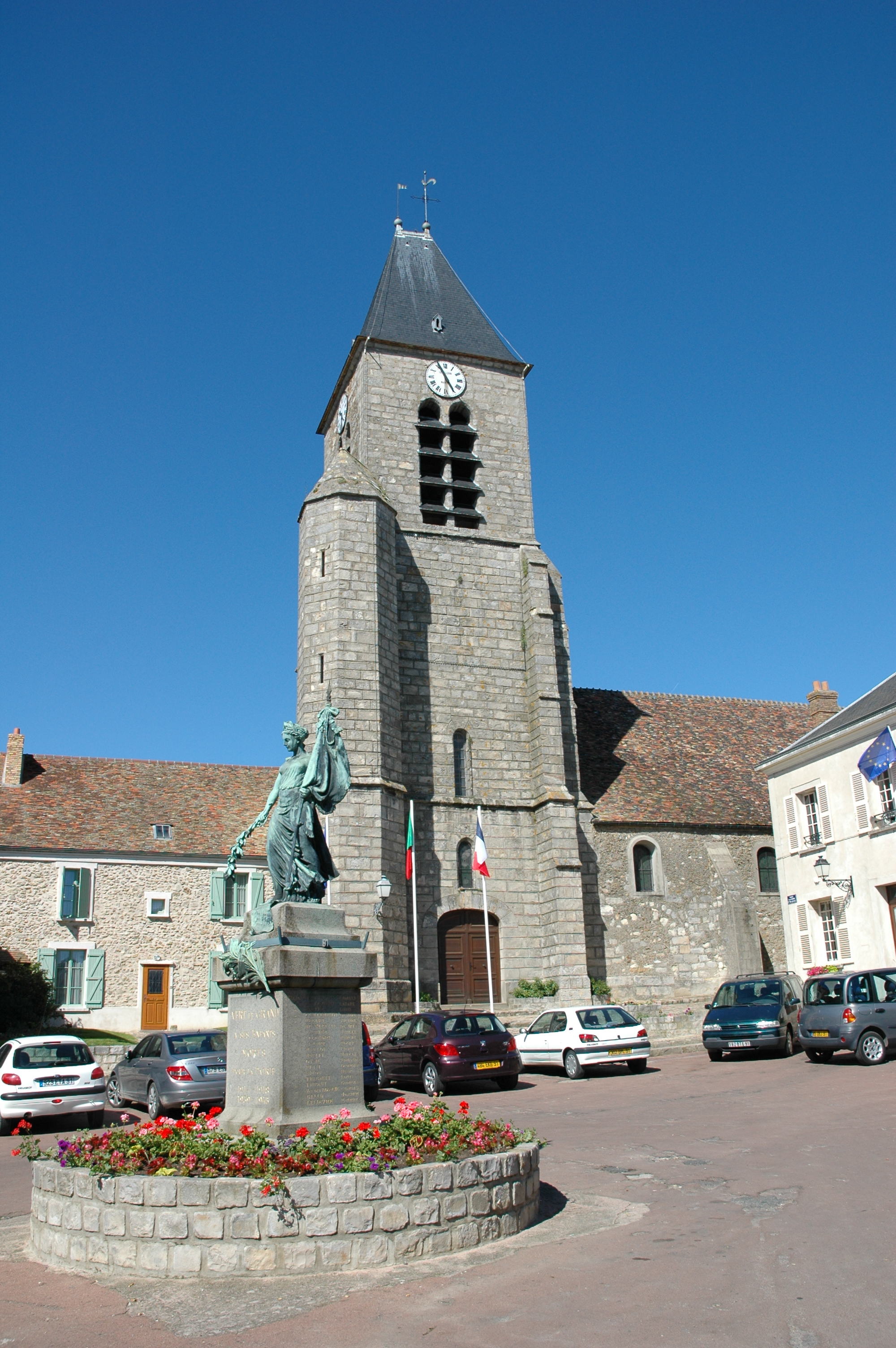
L'église Saint-Germain.

La paroisse catholique de Vert-le-Grand est rattachée au secteur pastoral de Brétigny et au diocèse d'Évry-Corbeil-Essonnes. Elle dispose de l'église Saint-Germain.

### Médias
L'hebdomadaire Le Républicain relate les informations locales. La commune est en outre dans le bassin d'émission des chaînes de télévision France 3 Paris Île-de-France Centre, IDF1 et Téléssonne intégré à Télif.

## Économie
La commune abrite notamment un "écosite" qui en 2016 traitait environ 700 000 tonnes/an de déchets (correspondant à la production de près d'un million d’habitants. Cette plateforme multifilières agrège plusieurs installation de traitement et valorisation de déchets non-dangereux, exploité par la SEMARDEL (avec des sous-traitants), qui produit à partir de ces déchets des "matières premières secondaires", de l'énergie et des amendements organiques végétaux).
Le site dispose d'une Plateforme de compostage de déchets verts, et de valorisation du bois-énergie issu de déchets et une installation stockage de déchets non dangereux (SEMAVERT). Il comprend aussi un site de maturation des mâchefers associé à un incinérateur (Unité de valorisation énergétique des déchets ménagers) et à un Centre de tri des emballages ménagers (ISDND/SEMARIV)? S'ajoute une zone de transit et de valorisation de déchets d’activités économiques (DAE) et des encombrants, un site de transit de déchets d’équipements électriques et électroniques (SEMAVAL) et une zone de valorisation des déchets du BTP (SEMATERRE), une déchetterie et un atelier-véhicules (SEMAER), une plateforme dédiée à la dépollution des sols (BIOGÉNIE) et enfin une zone de production et distribution de granulats issus du recyclage (MEL).
Cet écosite, dans le cadre d'un accord volontaire passé avec son gestionnaire a fait l'objet durant 4 ans d'une étude de l'INERIS (publiée en 2017) dans le cadre d'une démarche « intégrée » d'évaluation de l’état des milieux et des risques sanitaires liés aux substances chimiques émises par les installations classées dit "projet 4éCOS" (Évaluation des Émissions, des Expositions et des risques sanitaires liés à l’activité  d’un ECOSite).
Des retours d'expérience montraient que des mesures globales in situ (dans les milieux eau/air/sol/faune/flore...) sont nécessaires pour évaluer au mieux les émissions d’une telle plate-forme, afin de notamment caractériser l'exposition réelle des populations environnantes.

L'hypothèse d'étude était que l'évaluation des émissions et impacts d'un tel « écosite » ne peut être la somme d'études « site par site » des émissions de ses sous-ensemble. Le projet a évalué l'émission de composés  émergents  par plusieurs filières de traitement de déchets ; ainsi que les expositions et risques autour de l'Ecosite, en privilégiant les mesures à la modélisation ; Les méthodes et résultats ont été comparés et analysés en vue d'améliorer les futures études d'impact et les approches territoriales.

### Emplois, revenus et niveau de vie
En 2006, le revenu fiscal médian par ménage était de 23 002 €, ce qui plaçait la commune au 942e rang parmi les 30 687 communes de plus de cinquante ménages que compte le pays et au quatre-vingt cinquième rang départemental.
| Répartition des emplois par catégories socioprofessionnelles en 2006. |              |                                           |                                                   |                            |                          |                           |
|                                                                       | Agriculteurs | Artisans, commerçants, chefs d’entreprise | Cadres et professions intellectuelles supérieures | Professions intermédiaires | Employés                 | Ouvriers                  |
| Vert-le-Grand                                                         | 0,5 %        | 6,0 %                                     | 16,6 %                                            | 19,9 %                     | 25,4 %                   | 31,6 %                    |
| Zone d’emploi d’Évry                                                  | 0,3 %        | 4,0 %                                     | 20,2 %                                            | 29,6 %                     | 28,2 %                   | 17,7 %                    |
| Moyenne nationale                                                     | 2,2 %        | 6,0 %                                     | 15,4 %                                            | 24,6 %                     | 28,7 %                   | 23,2 %                    |
| Répartition des emplois par secteurs d’activités en 2006.             |              |                                           |                                                   |                            |                          |                           |
|                                                                       | Agriculture  | Industrie                                 | Construction                                      | Commerce                   | Services aux entreprises | Services aux particuliers |
| Vert-le-Grand                                                         | 1,1 %        | 7,8 %                                     | 7,9 %                                             | 11,4 %                     | 33,0 %                   | 4,9 %                     |
| Zone d’emploi d’Évry                                                  | 0,9 %        | 13,5 %                                    | 5,4 %                                             | 14,6 %                     | 16,2 %                   | 6,9 %                     |
| Moyenne nationale                                                     | 3,5 %        | 15,2 %                                    | 6,4 %                                             | 13,3 %                     | 13,3 %                   | 7,6 %                     |
| Sources : Insee,                                                      |              |                                           |                                                   |                            |                          |                           |

## Culture locale et patrimoine

### Patrimoine environnemental
La commune de Vert-le-Grand a été récompensée par une fleur au concours des villes et villages fleuris. Les bosquets boisés au nord et à l'est du territoire ont été recensés au titre des espaces naturels sensibles par le conseil général de l'Essonne.

### Patrimoine architectural
- Château et domaine de la Saussaye racheté par la commune en 2013[76]. Propriété de Daniel Victor de Trimond, il y est mort en 1813, sa femme en 1839. Roland Dubillard a vécu dans des dépendances du château[77].

### Personnalités liées à la commune
Différents personnages publics sont nés, morts ou ont vécu à Vert-le-Grand :
- Le grand marin Duquesne (1610-1688) fut marquis du Bouchet-Valgrand en 1682 ; il fut enterré secrètement (il était protestant) dans le parc de son château à Vert-le-Petit.
- Roland Dubillard (1923-2011), écrivain et acteur y est mort.
- Sauveur Eloheem (1994- ), artiste musical et écrivain y passa ses douze premières années de vie.

### Héraldique
| Blason de Vert-le-Grand | Blason  | Écartelé : au premier de sinople à la roue d'engrenage d'or, au deuxième d'or au pin au naturel, au troisième d'or aux trois buttes de sinople, celle de dextre sommée d'un télégraphe au naturel, posées sur un champ aussi au naturel, au quatrième de sinople aux deux épis de blé feuillés d'or et à la perdrix au naturel rangés en barre ; sous le tout une champagne d'or chargée d'une foi cousue d'argent vêtue au naturel tenant la queue d'une couleuvre de sable brochant en pal sur le tout. |
| Blason de Vert-le-Grand | Détails | |